# 허광태
허광태(許光泰, 1955년 9월 2일 ~ )은 대한민국의 제4·5·8대 서울특별시의원으로 제8대 서울특별시의회 전반기 의장을 지냈다. 2018년 2월부터 2020년 2월까지 바른미래당 양천구 갑 지역위원장을 역임하였다.

## 학력
- 진안용평초등학교
- 진안안천중학교
- 인천선인고등학교
- 서울산업대학교 산업공학과 학사

### 비학위 수료
- 연세대학교 행정대학원 행정학 석사 수료

## 경력
- 1995.07 ~ 1998.06 제4대 서울특별시의회 의원
- 1995.07 ~ 1997.01 제4대 서울특별시의회 문화교육위원회 위원
- 1996.07 ~ 1997.02 제4대 서울특별시의회 재해대책특별위원회 위원
- 1997.01 ~ 1998.06 제4대 서울특별시의회 문화교육위원회 간사
- 1997.03 ~ 1997.11 제4대 서울특별시의회 교통문화대책특별위원회 위원
- 1997.11 ~ 1998.06 제4대 서울특별시의회 예산결산특별위원회 위원
- 1997.12 ~ 1998.06 제4대 서울특별시의회 경제위기극복대책특별위원회 위원
- 1997.12 ~ 1998.06 제4대 서울특별시의회 지방자치발전특별위원회 위원
- 1998.07 ~ 2002.06 제5대 서울특별시의회 의원
- 1998.07 ~ 1998.09 제5대 서울특별시의회 문화교육위원회 위원
- 1998.07 ~ 1999.10 제5대 서울특별시의회 예산결산특별위원회 간사
- 1998.09 ~ 2000.06 제5대 서울특별시의회 운영위원회 위원
- 1998.09 ~ 2000.07 제5대 서울특별시의회 문교보사위원회 위원
- 1999.04 ~ 1999.10 제5대 서울특별시의회 실업자대책및고용창출특별위원회 위원
- 2000.07 ~ 2002.06 제5대 서울특별시의회 행정자치위원회 위원
- 2000.09 ~ 2001.02 제5대 서울특별시의회 지방자치발전특별위원회 위원
- 2000.10 ~ 2001.09 제5대 서울특별시의회 예산결산특별위원회 위원
- 2001.03 ~ 2002.06 제5대 서울특별시의회 윤리특별위원회 위원
- 2010.07 ~ 2014.03 제8대 서울특별시의회 의원
- 2010.07 ~ 2012.07 제8대 서울특별시의회 전반기 의장
- 2012.07 ~ 2014.03 제8대 서울특별시의회 후반기 행정자치위원회 위원
- 2016.01.12 더불어민주당 탈당
- 2017.04.11 국민의당 입당
- 서울특별시 친환경무상급식 추진위원
- 국회 정보통신정책자문위원
- ㈜세담정보통신 회장
- 2018.02 ~ 2020.02 바른미래당 서울특별시당 양천구 갑 공동지역위원회 위원장

## 서적
- 2014 따뜻한 양천 플러스

## 역대 선거 결과
|  | 50.22% |

|  | 64.36% |

|  | 49.87% |

|  | 9.94% |